# 15th Virginia Infantry
Quinzième régiment d'infanterie de volontaires de Virginie
Le 15th Virginia Volunteer Infantry Regiment est un régiment d'infanterie levé en Virginie pour servir dans l'armée des États confédérés pendant la guerre de Sécession. Il combat la plupart du temps avec l'armée de Virginie du Nord.
Le 15th Virginia est organisé en mai 1861, avec des hommes originaires de Richmond et des comtés de Henrico et d'Hanover. Le régiment est placé dans la brigade commandée par McLaws, Semmes et Corse (en), de l'armée de Virginie du Nord.
Il combat avec cette armée de la bataille des sept jours jusqu'à Fredericksburg, puis est impliqué dans l'expédition de Suffolk de Longstreet. Pendant la campagne de Gettysburg, le 15th Virginia est en service détaché, et après sert dans le Tennessee et en Caroline du Nord où il participe aux batailles de Drewry's Bluff et de Cold Habor. Plus tard, il prend place dans les tranchées de Petersburg au nord et au sud de la James River et finit la guerre à Appomattox.
Cette unité a un effectif de 476 hommes en avril 1862, et rapporte 1 tué et 8 blessés à Malvern Hill, et perd cinquante-neuf pour cent des 128 hommes engagés à Sharpsburg. Beaucoup sont capturés à Sayler's Creek, et le 9 avril 1865, il se rend avec 69 hommes et officiers.
Les officiers supérieurs sont le colonel Thomas P. August ; les lieutenants colonels James R. Crenshaw, Emmett M. Morrison, Thomas G. Peyton, et St. George Tucker; et les commandants C.H. Clarke et John S. Walker.